# Фетисов, Алексей Дмитриевич
Алексей Дмитриевич Фетисов (род. 28 апреля 1974, Нижний Тагил, Свердловская область) — российский хоккеист, нападающий, тренер. Мастер спорта России.

## Биография
Воспитанник нижнетагильского «Спутника», тренер Виктор Иванович Русаков. За «Спутник» отырал 14 сезонов (1992/93 — 2005/06). В 622 матчах забил 247 шайб, став третьим снайперов за всю историю команды. В 1997 году на правах аренды провёл два матча в переходном турнире за «Спартак» Екатеринбург. Завершал карьеру в казахстанском клубе «Казахмыс» Сатпаев, став бронзовым призёром российской высшей лиги (2007/08).
Окончил Омский институт физической культуры, Высшую школу тренеров.
С 2008 года по 16 октября 2010 года — тренер в «Спутнике», затем, до 28 октября 2013 года — главный тренер команды. После неудачного старта сезона 2013/14 подал в отставку и перешёл на работу главным тренером в команде чемпионата Казахстана «Беркут» Караганда; накануне матчей плей-офф ВХЛ был назначен старшим тренером «Сарыарки», с 22 мая 2014 года — главный тренер команды. 27 октября 2014 года, после пятиматчевой серии поражений, был уволен. С 12 января 2015 года вошёл в тренерский штаб казахстанской команды ВХЛ «Казцинк-Торпедо» Усть-Каменогорск, в конце апреля стал главным тренером. 18 ноября 2015 года был заменён на Мисхата Фахрутдинова и с 29 числа вновь стал тренером в «Спутнике» (ВХЛ), 23 ноября был назначен исполняющим обязанности главного тренера. С 16 сентября по 12 октября 2016 года был главным тренером команды ВХЛ-Б «Юниор-Спутник»; вернувшись в «Спутник», работал там до конца сезона.
Главный тренер клубов чемпионата Казахстана «Горняк» Рудный (2017/18, до 10 февраля) и «Иртыш» Павлодар (201819 — 2019/20). Тренер команды 2005 года рождения в СКА-«Юность» (Екатеринбург, 2020—2021). 27 ноября 2021 года был назначен вторым тренером команды ВХЛ «Южный Урал» Орск. 21 августа 2023 года стал тренером в «Тамбове». 5 ноября 2023 года был назначен исполняющим обязанности главного тренера, а 29 декабря — главным тренером «Тамбова». С 24 марта 2025 года исполняет обязанности генерального менеджера в клубе «Дизель».